# Condado de Scioto
El condado de Scioto (en inglés: Scioto County), fundado en 1803, es uno de 92 condados del estado estadounidense de Ohio. En el año 2000, el condado tenía una población de 79,195 habitantes y una densidad poblacional de 50 personas por km². La sede del condado es Portsmouth. El condado recibe su nombre por el río Scioto, que proviene de una palabra wyandot que significa «ciervo».

## Geografía
Según la Oficina del Censo, el condado tiene un área total de 1,596 km², de la cual 1,586 km² es tierra y 10 km² (0.62%) es agua.

### Condados adyacentes
- Condado de Pike (norte)
- Condado de Jackson (noreste)
- Condado de Lawrence (este)
- Condado de Greenup, Kentucky (sur)
- Condado de Lewis, Kentucky (suroeste)
- Condado de Adams (oeste)

## Demografía
Según la Oficina del Censo en 2000, los ingresos medios por hogar en el condado eran de $28,008, y los ingresos medios por familia eran $34,691. Los hombres tenían unos ingresos medios de $32,063 frente a los $21,562 para las mujeres. La renta per cápita para el condado era de $15,408. Alrededor del 19.30% de la población estaban por debajo del umbral de pobreza.

## Municipalidades

### Ciudades
- Portsmouth

### Villas
| - New Boston - Otway | - Rarden - South Webster |

### Lugares designados por el censo
| - Franklin Furnace - Lucasville | - Rosemount - Sciotodale | - West Portsmouth - Wheelersburg |

### Áreas no incorporadas
| - Coles Park - Friendship - Haverhill - McDermott | - Minford - Mule Town - Scioto Furnace |